# Polo aquático nos Jogos Olímpicos de Verão de 1928
O torneio de Pólo aquático nos Jogos Olímpicos de Verão de 1928 foi realizado em Amsterdã, Países Baixos.

## Masculino
| Ouro | Prata | Bronze |
| Alemanha (GER) Ernst Rademacher Fritz Gunst Otto Cordes Emil Benecke Karl Bähre Joachim Rademacher Max Amann Johannes Blank | Hungria (HUN) István Barta Sándor Ivády Joseph De Combe Alajos Keserü Olivér Halassy József Vértesy Ferenc Keserü | França (FRA) Paul Dujardin Henri Padou Jules Keignaert Emile Bulteel Achille Tribouillet Henri Cuvelier Albert Vandeplancke Ernest Rogez Albert Thévenon |

### Primeira fase
| Checoslováquia | 2–4  | Reino Unido   |
| Suíça          | 1–11 | Países Baixos |
| Bélgica        | 11–1 | Irlanda       |
| Hungria        | 14–0 | Argentina     |
| Malta          | 3–1  | Luxemburgo    |
| Espanha        | 0–2  | França        |

### Quartas de final
| Reino Unido    | 5–3 (pro) | Países Baixos |
| Bélgica        | 3–5 (pro) | Alemanha      |
| Estados Unidos | 0–5       | Hungria       |
| Malta          | 0–16      | França        |

### Semifinal
| 16 de julho |     |          |
| Reino Unido | 5–8 | Alemanha |
| Hungria     | 5–3 | França   |

### Final
| 17 de julho |           |         |
| Alemanha    | 5–2 (pro) | Hungria |

### Disputa pelo bronze
| França | 8–0 | Argentina      |
| França | 2–1 | Estados Unidos |
| França | 8–1 | Reino Unido    |